# 巴赖兹
巴赖兹（法語：Baraize，法語發音：[baʁɛz]）是法国安德尔省的一个市镇，位于该省南部，属于拉沙特尔区。

## 地理
巴赖兹（46°29'19"N, 1°33'42"E）面积16.39 平方千米，位于法国中央-卢瓦尔河谷大区安德尔省，该省份为法国中部省份，北起卢瓦-谢尔省，西北接安德尔-卢瓦尔省，西南接维埃纳省，南至克勒兹省和上维埃纳省，东临谢尔省。
与巴赖兹接壤的市镇（或旧市镇、城区）包括：巴宰日、索尔蒙、屈济永、埃居宗-尚托姆、加尔日莱斯-当皮埃尔。

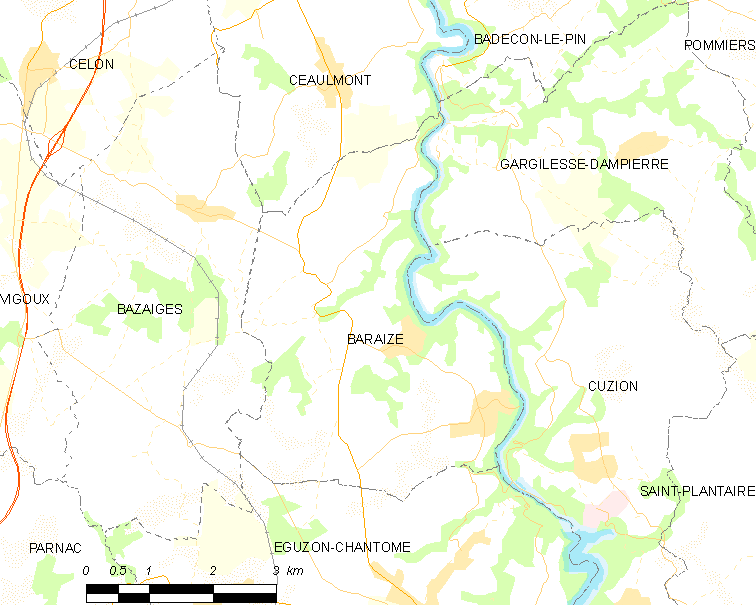
巴赖兹的OSM定位图

巴赖兹的时区为UTC+01:00、UTC+02:00（夏令时）。

## 行政
巴赖兹的邮政编码为36270，INSEE市镇编码为36012。

## 政治
巴赖兹所属的省级选区为克勒兹河畔阿让通县。

## 人口

1962-2008年间巴赖兹人口变化图示

巴赖兹于2022年1月1日时的人口数量为357人。